# Avrilly, Eure
Avrilly är en kommun i departementet Eure i regionen Normandie i norra Frankrike. Kommunen ligger i kantonen Damville som tillhör arrondissementet Évreux. År 2018 hade Avrilly 428 invånare.

## Befolkningsutveckling
Antalet invånare i kommunen Avrilly
Referens:INSEE